# Jesús Huguet Enguita
Jesús Huguet Enguita (València, 1976) és un dissenyador, il·lustrador i dibuixant de còmics valencià.
Fill de Jesús Huguet Pascual i criat en Alberic, Huguet es llicencià en belles arts en la Universitat Politècnica de València, on formà part del col·lectiu 7 Monos i publicà les sèries El mapa de seda i Les Hussards; més tard, durant una estada a l'Argentina es decantà per la il·lustració editorial i fundà un taller de disseny batejat Estudio 55, abans de treballar per a l'Acadèmia Valenciana de la Llengua com a creador de còmics sobre escriptors valencians, i també editorials com Camacuc, Bromera, Tàndem Norma o Edicions del Bullent.
L'any 2016 fon «artiste resident» de l'Orfeó Universitari de València, per la qual cosa dissenyà el cartell i el programa de mà del concert nadalenc.
Huguet ha compartit estudi amb el dibuixant Jordi Bayarri i l'editor Joseba Basalo.

## Obra publicada
| A.   | Títol                 | Editorial            | Informació |
| ---- | --------------------- | -------------------- | ---------- |
| 2000 | El octavo mono        | 7 Monos              |            |
| 2002 | Magia y acero         | 7 Monos              | [ 6 ]      |
| 2002 | Les Hussards          | 7 Monos              |            |
| 2006 | El mono maltés        | 7 Monos              |            |
| 2007 | Tirant lo Blanc       | Camacuc              |            |
| 2008 | Col·lecció Gràfica    | AVL                  |            |
| 2009 | El misteri de la mona | Gremi de Forners     |            |
| 2021 | 10 gossets            | Edicions del Bullent |            |